# ألفي ويليام
ألفي ويليام (بالإنجليزية: Alfie Hale)‏ هو لاعب كرة قدم ومدرب كرة قدم أيرلندي، ولد في 28 أغسطس 1939 في وترفورد في جمهورية أيرلندا. شارك مع منتخب جمهورية أيرلندا لكرة القدم. أما مع النوادي، فقد لعب مع أستون فيلا وباتريك أتلتيك وكورك سيلتيك ونادي دونكاستر روفرز ونادي يميريك ونيوبورت كونتي وووترفورد يونايتد.